# Quentin N. Burdick

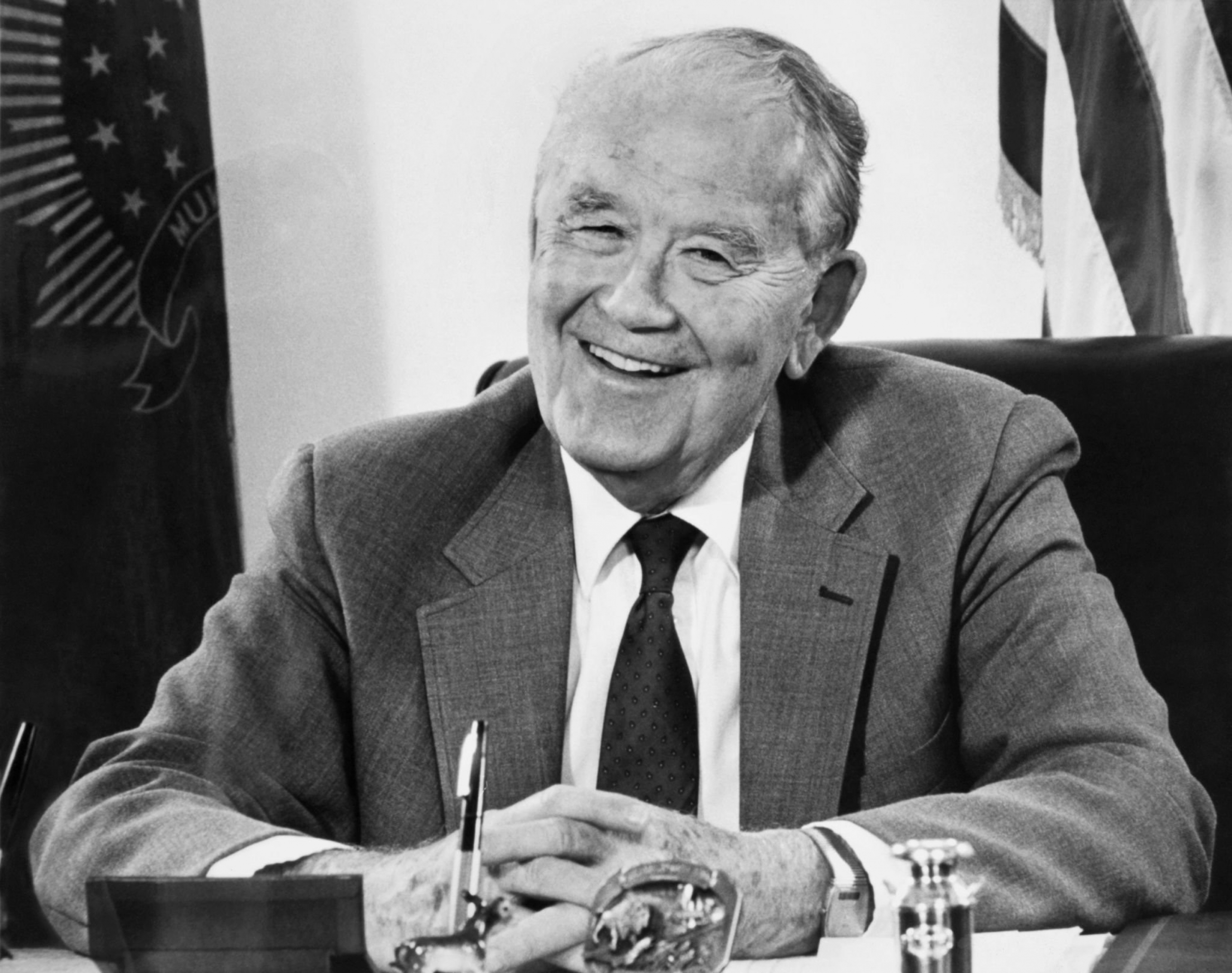
Quentin N. Burdick

Quentin Northrup Burdick (* 19. Juni 1908 in Munich, North Dakota; † 8. September 1992 in Fargo, North Dakota) war ein US-amerikanischer Politiker (Demokratische Partei), der den Bundesstaat North Dakota in beiden Kammern des US-Kongresses vertrat.
Quentin Burdick machte 1931 seinen Abschluss an der University of North Dakota und legte im folgenden Jahr an der dortigen juristischen Fakultät sein Examen ab, woraufhin er in die Anwaltskammer aufgenommen wurde und in Fargo zu praktizieren begann. Er gehörte zunächst der Nonpartisan League an, einer ursprünglich progressiven Abspaltung der Republikaner, die später in North Dakota mit den Demokraten zur North Dakota Democratic-NPL Party fusionierte. Als NPL-Mitglied gehörte sein Vater Usher L. Burdick zwischen 1935 und 1945 dem Repräsentantenhaus der Vereinigten Staaten an; zu diesem Zeitpunkt kandidierten die NPL-Bewerber noch als Republikaner.
Nach dem Zusammengehen mit den Demokraten wurde Burdick 1958 für seine neue Partei ebenfalls ins Repräsentantenhaus in Washington gewählt. Am 8. August 1960 wechselte er innerhalb des Kongresses in den Senat, nachdem er die Nachwahl um den Sitz des verstorbenen William Langer für sich entschieden hatte. In den Jahren 1964 und 1970 setzte er sich dann jeweils gegen den späteren US-Innenminister Thomas S. Kleppe durch; danach wurde er noch dreimal deutlich im Amt bestätigt. 1987 übernahm er den Vorsitz im Committee on Environment and Public Works.
Am 8. September 1992 starb Quentin Burdick an den Folgen eines Herzinfarktes. Zu diesem Zeitpunkt war er der amtierende Senator mit der drittlängsten Amtszeit nach Strom Thurmond und Robert Byrd. Als kommissarische Nachfolgerin wurde seine Witwe Jocelyn Burdick ernannt.